# Hammerbox (band)
Hammerbox was een Amerikaanse rockband uit Seattle (Washington). De band maakte deel uit van de grungescene in die stad. Hammerbox bracht twee studioalbums uit voordat de band uit elkaar viel. Hammerbox wordt tot een van de beste grungebands gerekend en heeft gedurende haar bestaan een cultstatus opgebouwd.
In 2004 kwamen de leden bij elkaar voor een eenmalig concert in het EMP Museum. In 2015 stond de band opnieuw op het podium voor benefietconcerten nadat bij bassist James Atkins slokdarmkanker was geconstateerd.

## Geschiedenis

### Oprichting en debuut (1990-1991)
Hammerbox werd opgericht in 1990. Carrie Akre wilde zangeres worden in een band. Ze vond een advertentie in de muziekkrant The Rocket en besloot auditie te doen, waarna de band een feit was. In 1991 verscheen het compilatiealbum Another damned Seattle compilation met covers van muziek van de Britse band The Damned. Hammerbox coverde New Rose, de debuutsingle van The Damned. Dave Rirenbaum speelde drums. In hetzelfde jaar bracht Hammerbox haar eponieme debuutalbum Hammerbox uit op het indielabel C/Z Records.

### Numben opheffing (1992-1994)
De groei van grunge maakte het genre commercieel interessant. Hammerbox tekende een contract bij het grote label A&M Records. In 1993 verscheen het album Numb. In hetzelfde jaar verzorgde de band een optreden tijdens Endfest in Bremerton ter promotie van het album. Een tournee in de Verenigde Staten en Europa volgde. Het mocht niet baten; de verkopen van het album vielen dusdanig tegen dat A&M Records de band liet gaan. De bandleden kregen ruzie en Akre stapte op in 1994 waarna de band uit elkaar viel. Akre richtte Goodness op en gitarist Harris Thurmond startte Orbiter.
Het computerspel Road Rash (1994) bevat liederen van verschillende rock- en grungebands. Van Hammerbox belandden Trip en Simple passing in de game, afkomstig van Numb.

### Reünie (2004)
In 2004 kwam de band bij elkaar voor een reünie. Er werd voor een uitverkochte zaal opgetreden in het EMP Museum. In 2005 verscheen een livealbum met opnames van het concert.

### Benefietconcerten voor James Atkins (2015)
In december 2015 werden er twee benefietconcerten gegeven voor bassist James Atkins nadat bij hem slokdarmkanker was geconstateerd. Diverse bands uit de grunge- en punkscene in Seattle kwamen speciaal voor de concerten samen, waaronder The Gits die voor het eerst in 20 jaar op het podium stonden. De plek van The Gits' zangeres Mia Zapata (1965-1993) werd opgevuld door Rachel Flotard (ex-Visqueen). Atkins was aanwezig bij de concerten maar kon vanwege zijn gezondheid niet meespelen met de rest van Hammerbox. Fiia McGann (Goodness, Miracle Baby, Orbiter) viel voor hem in. Atkins overleed op 27 februari 2016.

## Nalatenschap
In 1996 verscheen de documentaire Hype! over de opkomst van en hype rond grunge in Seattle. Verschillende bands en artiesten werden geïnterviewd waaronder Hammerbox.
Ultimate Guitar rekende Hammerbox in 2017 tot een van de 40 beste grungebands. Het lied Hed, afkomstig van Hammerbox' tweede studioalbum Numb (1993), werd in 2018 door Stereogum tot een van 30 essentiële grungeliederen gerekend.

## Discografie
- Kept house / After all, 1990 (7-inch)
- Hammerbox, 1991
- Numb, 1993
- Live EMP Skychurch, Seattle, WA, 2005